# Чистовское
Чистовское (каз. Чистовское) — село в районе Магжана Жумабаева Северо-Казахстанской области Казахстана. Административный центр Чистовского сельского округа. Код КАТО — 593685100.

## География
Расположено около озера Медвежье.

## Население
В 1999 году население села составляло 1109 человек (523 мужчины и 586 женщин). По данным переписи 2009 года, в селе проживало 1109 человек (515 мужчин и 594 женщины).